# Ян Цюйюнь
Ян Цюйюнь (иер. трад. 楊衢雲, упр. 杨衢云, ютпхин: Ян Цюйюнь; 6 декабря 1861 — 11 января 1901) — китайский революционер периода конца существования империи Цин . В 1890 году Ян основал Литературное общество Фужэнь (輔仁 文 社) в британском колониальном Гонконге, чтобы распространять идеи революции против монархии и основать республику в Китае. Стал первым президентом Гонконгского отделения Общества возрождения Китая в 1894 году и вместе с Сунь Ятсеном руководил планированием восстания в Кантоне (ныне Гуанчжоу) в 1895 году и в Хуэйчжоу в 1900 году. Ян был убит в 1901 году в Гонконге агентом цинского правительства.

## Биография
Ян Цюйюнь родился 6 декабря 1861 года в деревне Цуйхэн уезда Сяншань (ныне Чжуншань, провинция Гуандун).
Ян Цюйюнь убит 11 января 1901 года в Гонконге.